# DVA動体視力
DVA動体視力（ディーブイエーどうたいしりょく、略称：DVA）とは、自分と一定距離を保って移動している目標物をどの程度明視できるかという能力。距離が前後に動くKVA動体視力と対になる概念。測定においては、水平方向の移動を使った検査が一般的。

## 動体視力の概念
動く対象を明視する能力は動体視力と呼ばれる。通常の視力検査では静止している対象（ランドルト環）の分解能を測定しており、いわばフォーカスの程度を測定するものである。静止視力に対し、対象を動かしたときそれをどの程度明視できるかという概念が動体視力である。
実世界における物体のほとんどは3次元空間を移動しているため、動体視力の概念は自分と等距離を保つ移動と、距離が前後する移動とで2種類に分けられている。
- DVA動体視力（DVA：Dynamic Visual Acuity）

多くの測定検査では、等距離を保って左右へと横に移動する目標を認識する動体視力。厳密には、等距離を保って左右や上下、斜めも含めた全方向に移動する目標が対象となる。通常は、水平方向に動くランドルト環を用いて計測を行う。
- KVA動体視力（KVA：Kinetic Visual Acuity）

距離が前後方向に移動する目標物を認識する動体視力。遠くから前方に近づいてくるランドルト環を用いて計測を行う。
欧米では被験者から等距離にある視標を水平に動かす方法を採用し、1950年頃より研究が始められた。DVAのパラメータとして、最小分離閾値、あるいは識別できる最高速度のどちらかが用いられることが多いが、欧米では統一的な測定方法は確立されていない。
日本では指標が近接する、すなわち遠方から眼前に向けて直進してくる方向を採用し、1970年頃より研究が始められた。しかし、KVAは日本独自の概念であり、欧米ではほとんど知られていない。また、KVAは静止視力との相関が非常に高いため、動体視力ではなく、静止視力そのものを測定しているのではないかという異論も出されている。

## DVA測定装置
水平方向に関しては、石垣・宮尾の論文を基に開発された横方向のDVA動体視力計、HI-10が国内で市販されている。この装置は半球型スクリーン上をランドルト環が左から右に任意の速度で移動するもので、被験者はスクリーンより80cmの距離から眼球運動のみでこのランドルト環を追跡する。DVAのパラメータは、ランドルト環の切れ目の方向が判別できたときの回転数(rpm)、すなわち識別できる最高速度をもって成績とする。現在、日本ではこの方式が採用されている。ただし、この装置では左右方向のDVAは測定できるが、上下や斜め方向の測定は簡単にはできない。
バレーボールやバスケットボールなどは、左右に加えて上下方向のDVA動体視力も重要（距離が変化するKVA動体視力も重要）とされる競技であるため、それらのスポーツ選手は上下動も備わった計器でDVA数値を測定するほうが有用である。
アシックス社は2001年、愛知工業大学の石垣尚男監修のもと関西新技術研究所と共同開発を進め、パーソナルコンピュータのモニタ上でDVA動体視力の測定およびトレーニングができるソフトウェアを販売している。これに関して、1週間程度の短期間では動体視力と瞬間視がほとんど変わらなかった（眼球運動と周辺視野は向上が見られた）との実践報告論文が、早稲田大学スポーツ科より出されている。

## 知見
石垣・宮尾の論文から、動体視力の加齢影響に関してDVAは5歳?10歳にかけて急速に発達し、20歳ごろにピークとなり、その後加齢とともに低下することが明らかとなっている。鹿児島県に住む40歳以上の地域住民321名を対象にした調査では、前後のKVA動体視力が中年後期（55～64歳）から低下するのに対し、横方向のDVA動体視力は老年前期（65 - 74歳）から低下する傾向があることが指摘されている。
また、上下方向のDVAは左右方向のDVAよりも劣るという報告がある。愛知工業大学石垣研究室におけるパーソナルコンピュータによるDVA研究から、上下方向のDVAは左右方向の約8割となり、斜め方向のDVAは、左右方向と上下方向のちょうど中間程度になることが発見されている。コントラスト感度など、他のヒトの視覚機能は、斜め方向の能力が最も劣るというものが多い。その点において、斜め方向のDVAが左右と上下の中間であるというこの知見に関して、さらなる研究が必要である。
このほか、視力矯正のレーシック手術がDVA動体視力に及ぼす影響については、奈良県立医科大学の付属病院で22名の患者（と疑似レーシックのコンタクトレンズ装着によるスポーツ選手8名）を対象に測定を行い、「術前後のDVA数値には有意差が無かった」との報告が出ている。このことからDVA動体視力は角膜や網膜のピント調整に起因するのではなく、早く移動する対象物を眼球運動によって正確に網膜黄斑部に保持する能力が中心ではないかと考えられている。